# Estación Carandirú
La Estación Carandirú es una de las estaciones de la Línea 1-Azul del Metro de São Paulo. Fue inaugurada el día 26 de septiembre de 1975.

## Localización

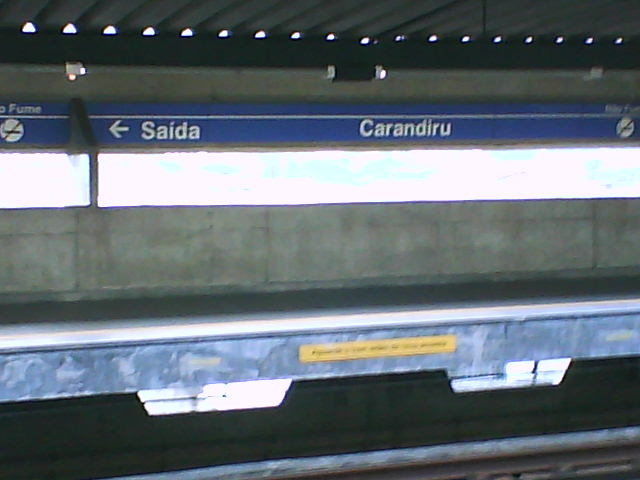
Vista de la plataforma de la estación.

Se ubica en la Avenida Cruzeiro do Sul, 2487, distrito de Santana, zona norte. A su lado funcionó la famosa Casa de Detención de São Paulo, palco principal de innumeradas crisis del sistema penitenciario paulista durante más de 20 años, desactivada y derrumbada en el año 2002 para dar lugar al Parque de la Juventud. 
Hasta 1965, funcionó, prácticamente en el mismo punto, la Estación Areal del Tramway da Cantareira. Ya otra antigua estación del Tramway, llamada "Carandirú", desactivada a inicios de los años 1960, estaba en un punto diferente, en la Avenida Ataliba Leonel, atrás de la Penitenciaría donde actualmente se encuentra el Presidio de la Policía Civil de São Paulo (PPC).

## Características

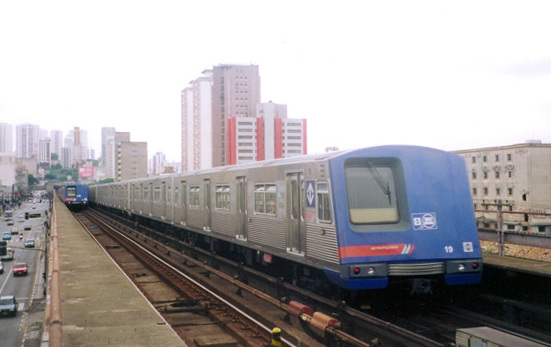
Tren saliendo de la estación.

Se trata de una estación elevada con estructura en concreto aparente, techo prefabricado de concreto y dos plataformas laterales. Posee, además del acceso, dos bloqueos juntos a cada una de las plataformas, de forma que el pasajero que desembarca en la estación no puede tomar el tren en sentido contrario sin pagar otro ticket.
Tiene 6.880m² de área construida.
Posee dos salidas, una en la vereda este, otra en la vereda oeste de la misma avenida. La salida para el lado este posee acceso para discapacitados físicos.
La capacidad de la estación es de 20.000 pasajeros en hora pico.

### Demanda media de la estación
Es la estación menos concurrida de la línea, en conjunto con Jardim São Paulo. En ella entran, solamente 12 mil pasajeros por día.

### Líneas de SPTrans
Líneas de la SPTrans que salen de la Estación Carandirú de Metro:
| Línea   | Destino        |
| ------- | -------------- |
| 1701/10 | Jova Rural     |
| 1701/51 | Jova Rural     |
| 1721/10 | Vila Ede       |
| 1721/21 | Vila Ede       |
| 1728/10 | Jardim Brasil  |
| 1738/10 | Vila Constanza |

## Alrededores de la estación
- Novotel Center Norte

Educación
- EMPSG Vereador Antônio Sampaio
- Escuela Técnica Parque da Juventude

Oficinas públicas
- Aeropuerto Campo de Marte
- Departamento Estadual de Investigaciones Criminales (DEIC)
- Instituto de Previdencia Municipal de São Paulo (IPREM)
- Parque da Juventude
- Penitenciária Femenina Sant’Ana